# Гаццанига, Сильвио
Сильвио Гаццанига (итал. Silvio Gazzaniga, итальянское произношение: [ˈsilvjo ɡaddzaˈniɡa]; 23 января 1921 — 31 октября 2016) — итальянский скульптор. Является создателем дизайна Кубка мира ФИФА, трофея, вручаемого за победу в чемпионате мира по футболу.

## Биография
Сильвио Гаццанига родился в итальянском городе Милан 23 января 1921 года. Искусством Гаццанига увлёкся с самого детства. Он учился на профессию скульптора в художественных школах. В 1970 году сборная Бразилии по футболу в третий раз в своей истории одержала победу на чемпионате мира, из-за чего, согласно правилам ФИФА приз за победу в том турнире — Кубок Жюля Риме — сохранялся у бразильской сборной навсегда. В связи с этим появилась необходимость создать новый трофей, который заменил бы предыдущий кубок. Из 53 вариантов, которые были представлены различными деятелями искусства со всего мира, был выбран вариант Гаццаниги. Новый кубок изображал две человеческие фигуры, удерживающие земной шар. После создания дизайна Кубка мира ФИФА Гаццанига стал известен во всём мире. В дальнейшем к итальянскому скульптору обращались и для создания других футбольных трофеев, таких как Кубок УЕФА и Суперкубок УЕФА. Гаццанига стал автором многих других наград, медалей и памятных знаков как в футбольном сегменте, так и некоторых других, в том числе и вне спорта. Скульптор был женат на своей жене Эльзе более 60 лет, от неё у Сильвио появилось два ребёнка. 31 октября 2016 года он умер в своём доме в Милане.